# رائول مارتینس سولارس
رائول مارتینس سولارس (انگلیسی: Raúl Martínez Solares) یک فیلم‌بردار اهل مکزیک در دوران طلایی سینمای مکزیک بود.
از فیلم‌ها یا مجموعه‌های تلویزیونی که وی در آن‌ها نقش داشته است، می‌توان به جادوگر اشاره نمود.